# Дондюк Максим
Максим Дондюк (англ. Maxim Dondyuk, нар.15 липня 1983, Хмельницька область) — український документальний фотограф, який працює з фотографію, відео, текстом та архівними матеріалами. Через свої проекти він досліджує теми історії, пам'яті, конфліктів та їхніх наслідків.
Максим отримав численні нагороди, зокрема грант Юджина Сміта в галузі гуманістичної фотографії, фіналіст фотопремії Prix Pictet, міжнародний фотограф року за версією Lucie Awards, переможець конкурсу Ville de Perpignan Remi Ochlik Award від Visa pour l'Image, переможець конкурсу Magnum Photos «30 до 30» для молодих фотографів-документалістів, гран-прі «Найкраща глобальна історія про здоров'я» фотоконкурсу «Надія на здоровий світ», організованого компанією Becton Dickinson (BD).

## Біографії
Серед проектів Максима - його дворічна робота  «Епідемія туберкульозу в Україні» (2010-2012);  «Крим Січ» (2010-2013), серія фотографій та документальний фільм, що розповідають про військово-патріотичне виховання дітей у таємному таборі в Кримських горах;  «Між життям і смертю» (2017) - особиста рефлексія на наслідки воєн через руїни та спустошені ландшафти східної України;  «Культура протистояння» (2013-2014), присвячена подіям Української революції 2013/14 років, яка у 2019 році була опублікована в форматі фото книги;  «Проект без назви з Чорнобиля» (2016 - по теперішній час), де Максим працює зі знайденими в покинутих селах Чорнобильської зони фотографіями, плівками, листами.
Роботи Максима виставлялися на міжнародних персональних і групових виставках, зокрема в Музеї сучасного мистецтва в Парижі, Сомерсет-хаусі в Лондоні, Національному музеї мистецтв XXI століття MAXXI в Римі, Будинку Люсі в Будапешті, Бієнале фотографії в Боготі в Колумбії та інших. 
Публикації - TIME, Der Spiegel, GEO, Zeit magazine, Stern, Paris Match, Rolling Stone, Bloomberg Businessweek, Liberation, Polka, 6Mois, etc. 

## Нагороди
- 2013 — претендент на грант Юджина Сміта.[4][5]
- 2012 — претендент на грант фонду Мануеля Рівери-Ортіса[6],[7],[8]
- 2012 — переможець конкурсу «Надія для Здорового Світу» («Hope for a Healthy World») фестивалю фотографії «LOOK3» в США[9][10]
- 2012 — «Премія досконалості» Picture of the Year International (POYi)[11]
- 2012 — фіналіст премії «Photo Evidence Book Award 2012»[12]
- 2012 — переможець в номінації «Фотосерія року» національної премії РФ «Лучший фотограф — 2011» за серію фоторобіт «Епідемія туберкульозу в Україні»[13]
- 2012 — друге місце в номінації «Фотоісторія року» на міжнародному конкурсі «The Photographers Giving Back Award 2012»[14]
- 2011 — заохочувальна премія «Yonhap International Press Photo Awards 2011» (Південна Корея)за серію «Епідемія туберкульозу в Україні»[15]
- 2011 — переможець конкурсу «The Circle of Life» міжнародного фестивалю фотографії «Vilnius Photo Circle 2011»[16]
- 2011 — переможець конкурсу «Фотофільм-2011» фестивалю фотографії «ChernihivPhotoFest»[17]
- 2009 — 2-е місце в категорії «Люди і події», 3-є місце в категорії «Новини» та 3-є місце в категорії «Спорт» конкурсу «Премія Фонду Розвитку Фотожурналістики 2010»[18]